# پاندورا ۵۵
سیارک ۵۵ (به انگلیسی: 55 Pandora) پنجاه و پنجمین سیارک کشف شده‌است که در ۱۰ سپتامبر ۱۸۵۸ کشف شد.
قدر مطلق سیارک برابر ۷٫۸۰ است.